# Stupakivka, Icinea
Stupakivka (în ucraineană Ступаківка) este localitatea de reședință a comunei Stupakivka din raionul Icinea, regiunea Cernihiv, Ucraina.

## Demografie
Componența lingvistică a localității Stupakivka
     Ucraineană (98,59%)
     Rusă (1,41%)
Conform recensământului din 2001, majoritatea populației localității Stupakivka era vorbitoare de ucraineană (98,59%), existând în minoritate și vorbitori de rusă (1,41%).